# مونا کسری
مونا کسری هنرمند رسانه ای، طراح پروجکشن و محقق بین رشته‌ای است. او دانشیار طراحی رسانه دیجیتال در دانشگاه ویرجینیا است. او دارای مدرک دکترا در هنر و فناوری از دانشگاه تگزاس در دالاس، و همچنین دارای مدرک MFA در هنر ویدئو/دیجیتال و مدرک کارشناسی در طراحی گرافیک است.